# Veguèir
Veguèir (en francès Béguey) és un municipi francès situat al departament de la Gironda i a la regió de la Nova Aquitània.

## Demografia
| 1962                                       | 1968 | 1975  | 1982 | 1990 | 1999 | 2007  |
| ------------------------------------------ | ---- | ----- | ---- | ---- | ---- | ----- |
| 967                                        | 974  | 1.054 | 866  | 910  | 916  | 1.079 |
| Des de 1962: població sense dobles comptes |      |       |      |      |      |       |

## Administració
| Període | Identitat   | Partit |
| ------- | ----------- | ------ |
| 2001-   | Jean Rupert |        |